# Víctor Arzú
Víctor Ortiz Arzú (Nueva Armenia, Atlántida, Honduras; 21 de mayo de 1990) es un futbolista hondureño. Juega como delantero centro o extremo izquierdo y su equipo actual es el Social Sol de la Liga Nacional de Honduras.

## Trayectoria

### Victoria
Víctor Ortiz Arzú empezó su carrera en las inferiores del Club Deportivo Victoria de Honduras en el año 2006. En el equipo jaibo el joven Víctor se dio a conocer enseguida por sus cualidades de fuerza, rapidez y calidad de tiro. En 150 partidos disputados con Victoria marcó un total de cuarenta y dos goles en un periodo de  tres años, teniendo en cuenta que no siempre jugó de centro delantero, sino que también se demarcaba como extremo izquierdo. En 2010 se le vinculó con el Pachuca de México, pero debido a desacuerdos entre dirigentes tuzos y su representante Selvin Bonilla, al final no se llegó a un acuerdo.

### Motagua
Terminada su experiencia con el Club Deportivo Victoria, después de haber recibido varias propuestas desde Honduras y Costa Rica, Arzú acepta la oferta del Club Deportivo Motagua. Empieza la experiencia con su nuevo equipo durante el torneo de Clausura 2014, debutando el 12 de enero en la victoria como visitante de 1-0 ante Deportes Savio. Finalizó su estancia con dieciséis apariciones y cero anotaciones en el cuadro capitalino.

### Vida
En julio de 2014 hace su llegada al Club Deportivo Vida de La Ceiba. Debutó el 27 de agosto de 2014 en la victoria de su equipo por 3-1 ante el Marathón. Disputó trece partidos en ese torneo y consiguió tres anotaciones, haciendo dupla en la delantera con Eddie Hernández.

### Carmelita
El 16 de enero de 2015 se anuncia su fichaje por el Carmelita de la Primera División de Costa Rica.

### Regreso a Victoria
El 5 de agosto de 2015 se anunció su retorno al Victoria.

### Social Sol
El 25 de agosto de 2016 fichó por el Social Sol.

## Selección nacional
Victor Arzú fue elegido por el técnico Emilio Umanzor para formar parte del plantel de Honduras que participó en la Copa Mundial Sub-20 de 2009 realizada en Egipto, disputando 2 partidos, uno contra Sudáfrica y otro ante Emiratos Árabes Unidos.

### Participaciones en Copas del Mundo
| Mundial                     | Sede   | Resultado    |
| --------------------------- | ------ | ------------ |
| Copa Mundial Sub-20 de 2009 | Egipto | Primera fase |

## Clubes
| Club       | País       | Año             |
| ---------- | ---------- | --------------- |
| Victoria   | Honduras   | 2008 - 2013     |
| Motagua    | Honduras   | 2014            |
| Vida       | Honduras   | 2014            |
| Carmelita  | Costa Rica | 2015            |
| Victoria   | Honduras   | 2015 - 2016     |
| Social Sol | Honduras   | 2016 - Presente |

### Estadísticas
- Actualizado hasta el 22 de abril de 2015.

| Club                   | Temporada           | Liga  | Liga  | Copa Nacional | Copa Nacional | Copa Internacional | Copa Internacional | Total | Total | Prom. · |
| Club                   | Temporada           | Part. | Goles | Part.         | Goles         | Part.              | Goles              | Part. | Goles | Prom. · |
| ---------------------- | ------------------- | ----- | ----- | ------------- | ------------- | ------------------ | ------------------ | ----- | ----- | ------- |
| Victoria Honduras      | 2008-2013           | 150   | 17    | -             | -             | 3                  | 0                  | 153   | 17    | 0,11    |
| Victoria Honduras      | Total               | 150   | 17    | 0             | 0             | 3                  | 0                  | 153   | 17    | 0,11    |
| Motagua Honduras       | 2014                | 16    | 0     | -             | -             | -                  | -                  | 16    | 0     | 0,00    |
| Motagua Honduras       | Total               | 16    | 0     | 0             | 0             | 0                  | 0                  | 16    | 0     | 0,00    |
| Vida Honduras          | 2014                | 13    | 3     | -             | -             | -                  | -                  | 13    | 3     | 0,23    |
| Vida Honduras          | Total               | 13    | 3     | 0             | 0             | 0                  | 0                  | 13    | 3     | 0,23    |
| Carmelita · Costa Rica | 2015                | 11    | 0     | -             | -             | -                  | -                  | 11    | 0     | 0,00    |
| Carmelita · Costa Rica | Total               | 11    | 0     | 0             | 0             | 0                  | 0                  | 11    | 0     | 0,00    |
| Victoria Honduras      | 2015-2016           | 24    | 8     | -             | -             | -                  | -                  | 24    | 8     | 0,33    |
| Victoria Honduras      | Total               | 24    | 8     | 0             | 0             | 0                  | 0                  | 24    | 8     | 0,33    |
| Social Sol Honduras    | 2016-2017           | 8     | 0     | -             | -             | -                  | -                  | 8     | 0     | 0,00    |
| Social Sol Honduras    | Total               | 8     | 0     | 0             | 0             | 0                  | 0                  | 8     | 0     | 0,00    |
| Total en su carrera    | Total en su carrera | 202   | 49    | 0             | 0             | 3                  | 0                  | 205   | 49    | 0,24    |

- La Copa Internacional corresponde a los juegos de la Concacaf Liga Campeones.